# Sibille Attar
Sibille Attar (Örebro, 27 novembre 1981) è una cantante svedese.

## Biografia
Sleepyhead (2013), album in studio d'esordio, ha esordito al 7º posto della Sverigetopplistan. In precedenza, è stata candidata per il Grammis alla rivelazione dell'anno.
Il suo disco più recente, dal titolo Brutal, è stato pubblicato durante la prima metà del 2024.

## Discografia

### Album in studio
- 2013 – Sleepyhead
- 2021 – A History of Silence
- 2023 – Sårad ängel
- 2024 – Brutal

### EP
- 2018 – Paloma's Hand
- 2021 – Somebody's Watching
- 2022 – Lost Tracks 2012 - 2022

### Singoli
- 2013 – Julian! I Want to Be a Dancer!
- 2018 – I Don't Have To
- 2020 – Hurt Me
- 2020 – Why U Lookin'
- 2020 – Dream State
- 2021 – Hurt Me (con Asthma)
- 2023 – Spring för livet
- 2024 – Gapa (con Hurula)
- 2024 – Tuff